# Arbres remarquables au Luxembourg

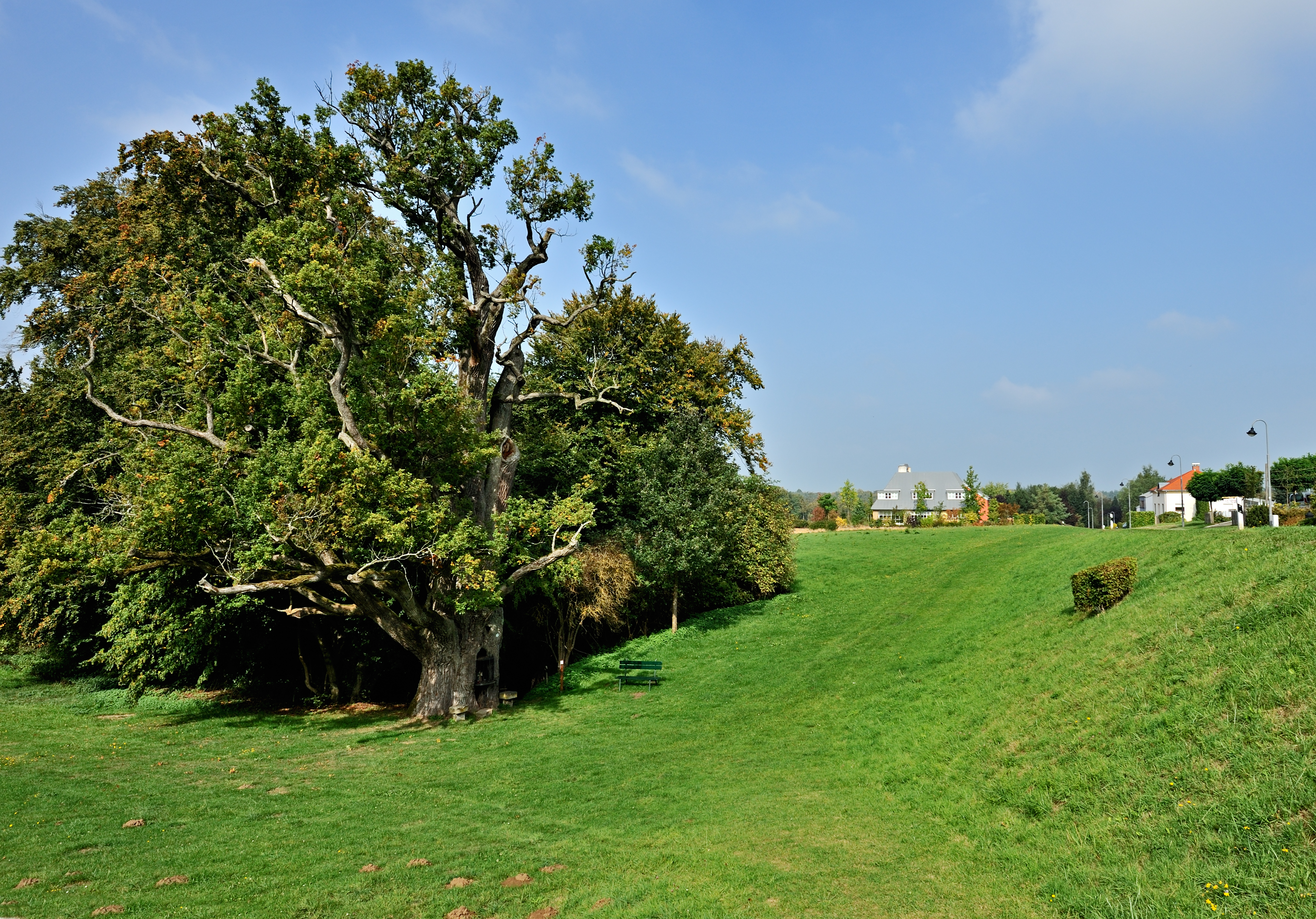
Le chêne de Hersberg au Luxembourg, âgé de plus de 500 ans

Une liste « officielle » des arbres remarquables du Luxembourg fut publiée en 2002 par l'administration luxembourgeoise des eaux et forêts (aujourd'hui Administration de la nature et des forêts).
Cette liste de 2002 sert de base à la liste publiée dans l'article Liste des arbres remarquables du Luxembourg.

## Historique
En 1883 Jean-Nicolas Moes lance un appel au recensement des arbres remarquables du Grand-Duché dans le journal Das Luxemburger Land, dont il est l'éditeur. À la suite de cet appel, de courtes notes sur une série d'arbres remarquables sont publiées dans ce journal. 
En 1893 Ernest Faber, ingénieur forestier, publie une brochure avec la description d'une série d'arbres qui sont remarquables par leur âge et leur taille. Le même auteur publie en 1907 un premier inventaire systématique, photos comprises, des arbres remarquables du pays, inventaire qu'il complétera dans trois de ses publications ultérieures (Faber 1912, 1913, 1920).
En 1940, l'administration allemande d'occupation établit un inventaire, non publié, des arbres remarquables du pays.
En 1957, Paul Modert, ingénieur forestier, publie un ouvrage sur les arbres remarquables disparus du Grand-Duché (Die verschwundenen Baumriesen des Luxemburger Landes). Le même auteur publie en 1962 et en 1967 un nouvel inventaire, en deux parties (Die Baumriesen des Luxemburger Landes).
En 1981, l'Administration des eaux et forêts (aujourd'hui l'Administration de la nature et des forêts) publie un ouvrage comprenant des descriptions, photos comprises, et une liste actualisée d'arbres remarquables (Arbres remarquables du Grand-Duché de Luxembourg).
En 1983, Norbert Weins publie un ouvrage de compilation sur les arbres remarquables (Luxemburg - seine sagenumwobenen Holzriesen). Aucune donnée nouvelle n'est présentée. 
En 2002 paraît l'ouvrage intitulé Les arbres remarquables. Grand-Duché de Luxembourg, édité en commun par l'Administration des eaux et forêts et le Musée national d'histoire naturelle de Luxembourg. C'est actuellement l'ouvrage de référence sur le sujet en question. Il comprend (a) des descriptions et des photos des arbres les plus intéressants ; (b) une liste des arbres remarquables du Grand-Duché.
Parallèlement à la publication de cet ouvrage, le Musée national d'histoire naturelle édite deux plaquettes avec les inscriptions arbre classé et arbre remarquable, respectivement. Ces plaquettes sont destinées à être apposées sur les troncs des arbres en question.
En 2008 paraît l'ouvrage intitulé Les arbres introduits au Luxembourg, d'A. Welter, J. Turk et J. Trossen, dans la série Ferrantia. Un certain nombre de ces arbres sont classés arbres remarquables dans l'ouvrage de 2002.
En 2009, l'Administration de la nature et des forêts publie une brochure sur les arbres indigènes rares du Luxembourg (Seltene einheimische Baumarten in Luxemburg). 